# Bohuslav Kratochvíl
Bohuslav Kratochvíl (21. října 1901 Světlá nad Sázavou – 28. srpna 1972 Toronto) byl český a československý diplomat, pedagog, politik, poválečný poslanec Prozatímního Národního shromáždění za Československou sociální demokracii, po roce 1948 člen KSČ, od roku 1951 v exilu.

## Biografie
Bohuslav Kratochvíl se narodil ve Světlé nad Sázavou do učitelské rodiny. Jeho otec Václav Kratochvíl byl řídící učitel a jeho bratři, Jan, Josef a Alois Kratochvílové se věnovali broušení granátů. Granátnictví mělo ve Světlé mnohaletou tradici. Po absolvování základní a střední školy vystudoval filozofii, pedagogiku a psychologii na Univerzitě Karlově v Praze a na Masarykově univerzitě v Brně. V roce 1924 studoval na pařížské Sorbonně a v roce 1925 absolvoval studijní stáž v Londýně. V letech 1930–39 působil na ministerstvu školství v Praze, publikoval v odborném i denním tisku. Od roku 1925 byl politicky činný v sociální demokraci.
Poté, co se v roce 1939 zapojil do domácího protinacistického odboje a stal se členem ilegálního Politického ústředí, byl prosinci 1939 zatčen gestapem a v roce 1942 odsouzen k sedmi letům vězení. Byl vězněn v káznicích Hammeln a Waldheim. Po osvobození se opět zapojil do politické práce a v rámci sociální demokracie se stal členem ústředního výkonného výboru a předsedou kulturně politické komise strany. V období let 1945–1947 zastával post přednosty lidovýchovného odboru ministerstva školství a národní osvěty. V letech 1945–1946 byl rovněž poslancem Prozatímního Národního shromáždění za ČSSD. Zde setrval do parlamentních voleb v roce 1946.
V dalších letech působil jako diplomat. V letech 1947–49 coby čs. velvyslanec ve Velké Británii a v letech 1949–51 v Indii. Po únorovém převratu v roce 1948 patřil k té části sociální demokracie, která byla loajální vůči Komunistické straně Československa, s níž se sociální demokracie už v červnu 1948 sloučila. Kratochvíl si udržel svůj post, ale v roce 1951 v Dillí rezignoval a odjel do Londýna, kde zůstal v exilu. Vzhledem ke svým postojům z roku 1948 ho ale československá exilová komunita nepřijala a žil v ústraní, mimo politický život. Pracoval pak jako číšník, bankovní úředník apod. Jeho velkým přítelem byl Karel Ančerl, který rovněž emigroval do Kanady a fotograf Jaromír Funke. Bohuslav Kratochvíl zemřel v Kanadě v roce 1972 při návštěvě u Karla Ančerla.